# Hexachloorplatinazuur
Hexachloorplatinazuur is een anorganische verbinding van platina(IV), met als brutoformule H2PtCl6. Het is goed oplosbaar in water, waaruit men het kan kristalliseren als het hexahydraat: H2PtCl6 · 6 H2O. Deze kristallen zijn rood tot roodbruin.

## Synthese
Hexachloorplatinazuur kan bereid worden door platina op te lossen in koningswater:
{\displaystyle {\ce {Pt + 4 HNO3 + 6 HCl -> H2PtCl6 + 4 NO2 + 4H2O}}}
Hiervan wordt gebruikgemaakt bij de winning van platina uit mineralen.
Het wordt ook gevormd wanneer platina(IV)chloride opgelost wordt in water, of door platinapoeder op te lossen in zoutzuur onder een atmosfeer van chloorgas.

## Eigenschappen
Als het verwarmd wordt tot 300 °C, ontleden de kristallen tot platina(IV)chloride en waterstofchloride:
{\displaystyle {\ce {H2PtCl6 <=> PtCl4 + 2HCl}}}
Bij hoge temperatuur ontleedt het volledig tot sponsachtig platina (platina met een groot contactoppervlak):
{\displaystyle {\ce {PtCl4 <=> PtCl2 + Cl2}}}
{\displaystyle {\ce {PtCl2 <=> Pt + Cl2}}}
Blootstelling aan de stof kan bij gevoelige personen ernstige allergische reacties en/of astma veroorzaken.

## Toepassingen
Hexachloorplatinazuur is een belangrijk tussenproduct voor de bereiding van diverse platinazouten en -complexen. Aangezien het gemakkelijk te ontleden is, kan op eenvoudige manier platina onttrokken worden aan de verbinding. Een bad van hexachloorplatinazuur kan gebruikt worden om een platinacoating aan te brengen door middel van galvaniseren.
Het wordt gebruikt als katalysator. Hexachloorplatinazuur in oplossing staat bekend als Speiers katalysator en wordt op industriële schaal gebruikt als katalysator bij hydrosilyleringsreacties. Het zuur blijkt echter slechts de precursor te zijn van de actieve platinaverbinding die de rol van katalysator speelt.
Hexachloorplatinazuur wordt gebruikt om een laagje platina te deponeren op een dragermateriaal voor katalysatoren, onder meer bij driewegkatalysatoren voor de zuivering van uitlaatgassen van voertuigen. De drager met een honingraatstructuur wordt ondergedompeld in een oplossing van hexachloorplatinazuur, dat op de drager wordt geadsorbeerd. Daarna wordt het gedroogd en omgezet in platinametaal door calcinatie bij hoge temperatuur.
In de analytische scheikunde werd het zuur vroeger gebruikt om kalium kwantitatief aan te tonen. Door een hexachloorplatinazuuroplossing in 85% ethanol toe te voegen aan een oplossing met kaliumionen, ontstond een oranje-gele neerslag van kaliumhexachloroplatinaat. Het precipitaat werd vervolgens afgefiltreerd, gedroogd en gewogen. Heden worden andere methoden aangewend, waaronder de ionselectieve elektrode.